# Prince Dahal
Prince Dahal (Nepali प्रिंस दाहाल; * 8. Februar 2004 in Khalanga) ist ein nepalesischer Badmintonspieler. 

## Karriere
Prince Dahal siegte 2019 beim Dubai Juniors. 2019 nahm er an den Südasienspielen teil. Dort gewann er mit dem Herrenteam aus Nepal und im Herrendoppel Bronze. Auch bei den Nepal International 2019 wurde er Dritter. Bei den Asienspielen 2022 schied er dagegen schon in der Vorrunde aus ebenso wie bei den Asienmeisterschaften 2023. 2024 qualifizierte er sich als erster Badmintonspieler aus Nepal für die Olympischen Spiele in Paris.